# Димитър Нейков
Димитър Манолов Нейков е български политик от БРСДП.

## Биография
Димитър Нейков завършва гимназия в град Русе, а през 1908 година и философия в Мюнхен. В периода 1909 – 1920 година е учител в Дупница. По това време е съден за публично нанесена обида на династията на Сакскобургите. Между 1923 и 1926 година е секретар на БРСДП (о). През 1943 – 1944 година е член на Националния комитет на ОФ и председател на Софийския му окръжен комитет. От 1944 до 1946 година е министър на търговията, промишлеността и труда. По същото време е и член на делегацията на Парижката мирна конференция. От 1945 до 1948 година е главен секретар на БРСДП (о), но след като тя се влива в БРП (к) поста е закрит. В периода 1946 – 1949 година е подпредседател на Президиума на Народното събрание.